# Mariakerk (Brandshagen)
De Mariakerk (Duits: Marienkirche) is de dorpskerk van Brandshagen in de Voor-Pommerse gemeente Sundhagen. De kerk behoort tot de grootste dorpskerken in Noord-Duitsland. Naast protestanten maken ook katholieken gebruik van de kerk. 

## Geschiedenis
De Mariakerk werd in het jaar 1249 voor het eerst gedocumenteerd, ze werd door cisterciënzers opgericht. De bouw van de kerk werd begonnen met de oprichting van het koor, de oostelijke muur van het kerkschip en de sacristie. In het begin van de 14e eeuw werd het kerkschip van de hallenkerk en de kerktoren toegevoegd. De bovenste verdieping van de toren werd gedeeltelijk in vakwerkstijl gebouwd.  
De laatste grote renovatie van de kerk vond in de jaren 1905-1906 plaats. De destijds blootgelegde middeleeuwse muurschilderingen werden voor het grootste deel weer overgekalkt, omdat men het herstel van de muurschilderingen niet de moeite waard vond.

## Inrichting
De kerk bezit een rijk interieur. Tot de oudste kunstwerken behoren de fresco's uit de 13e en 14e eeuw en een uit de 13e eeuw stammend doopvont van kalksteen. Het triomfkruis werd in de 15e eeuw gemaakt. Het barokke altaar uit het atelier van Max Broder dateert uit 1706.
Op de oostelijke muur van de zuidelijke beuk hangt een schilderij van een Madonna met Kind, het betreft een kopie van Bartolomé Esteban Murillo's Zigeunermadonna.

## Klokken
De kerk kreeg in 2002 twee nieuwe klokken.

## Afbeeldingen

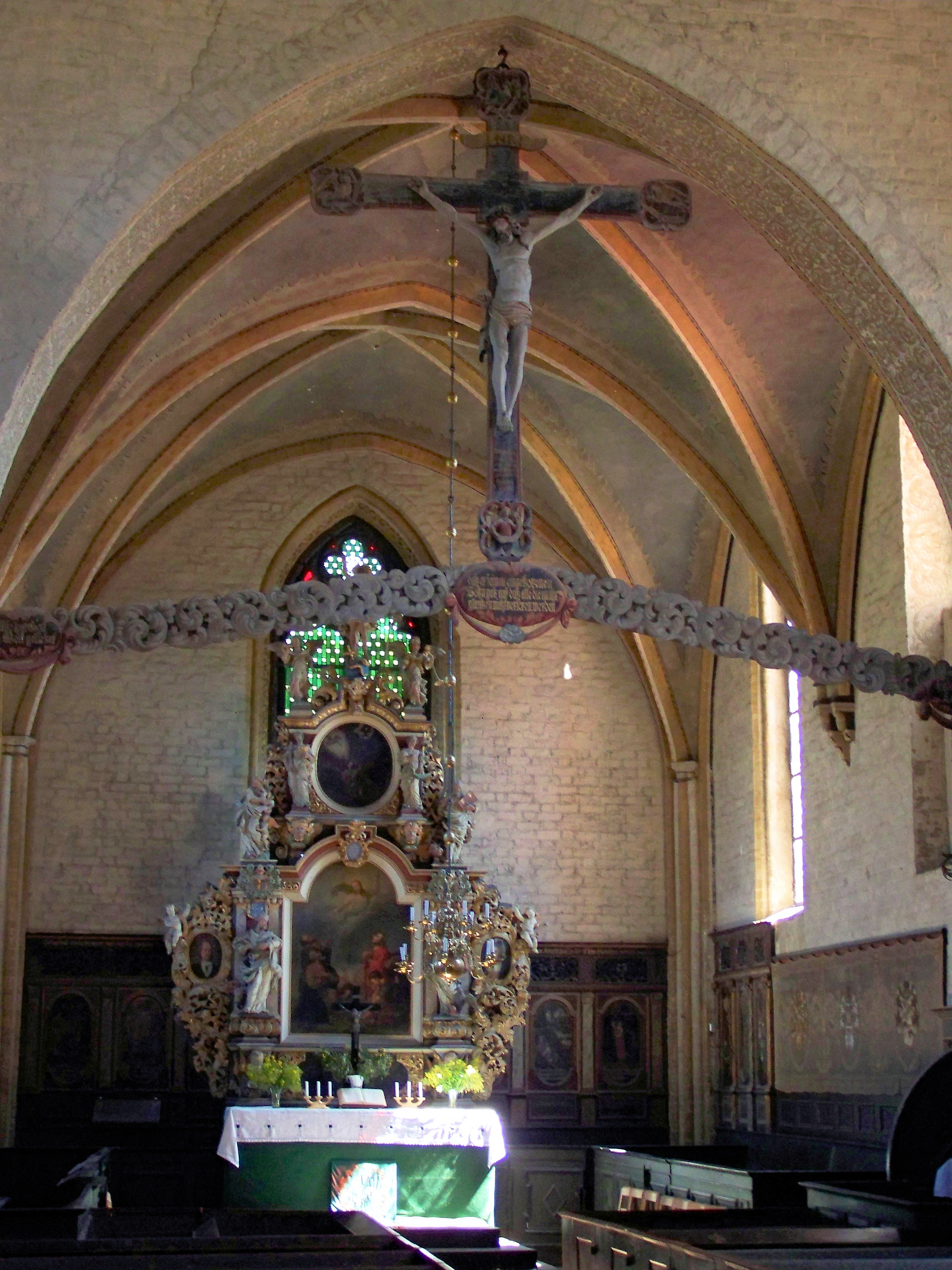
Altaar en triomfkruis
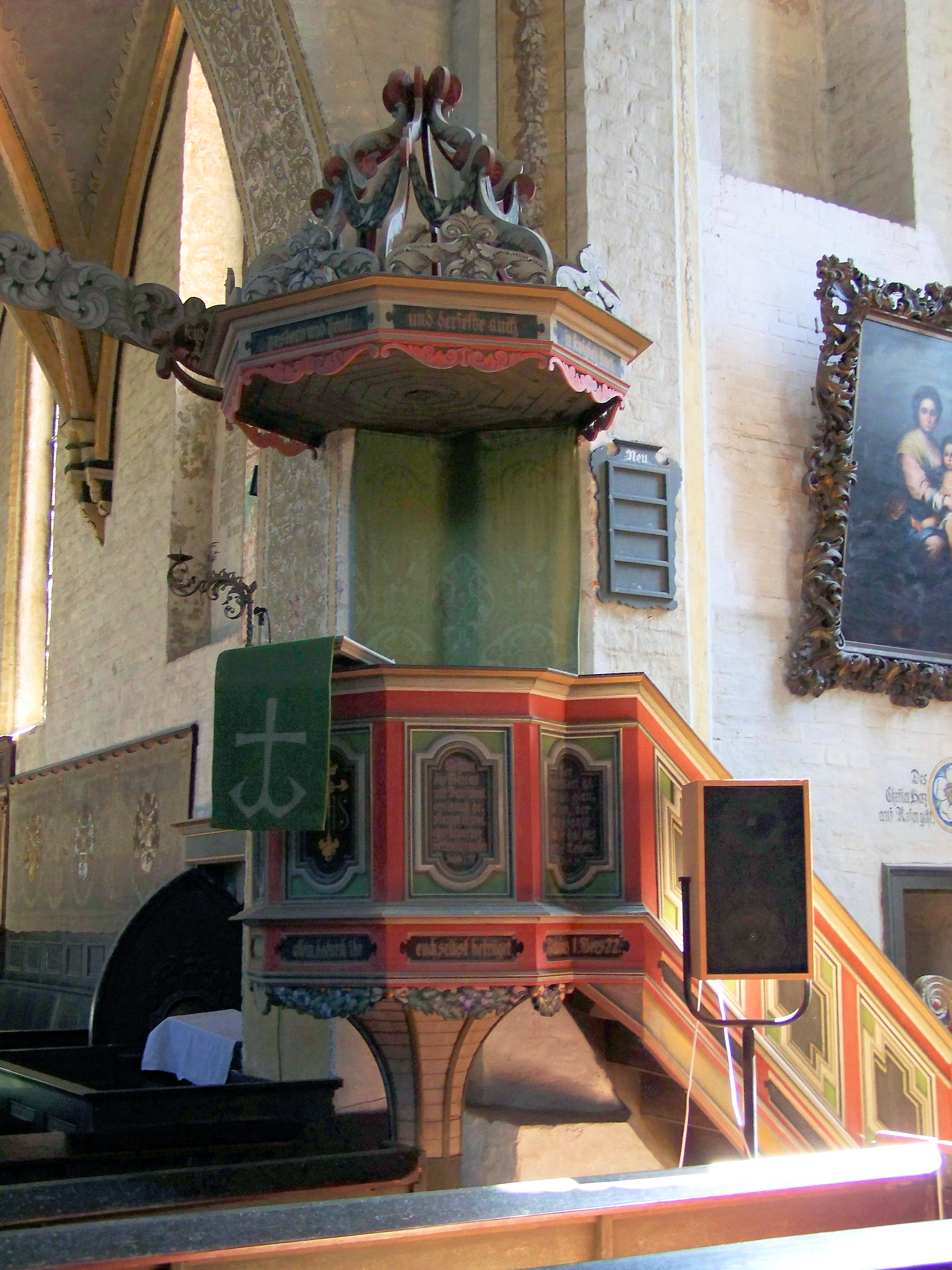
Preekstoel
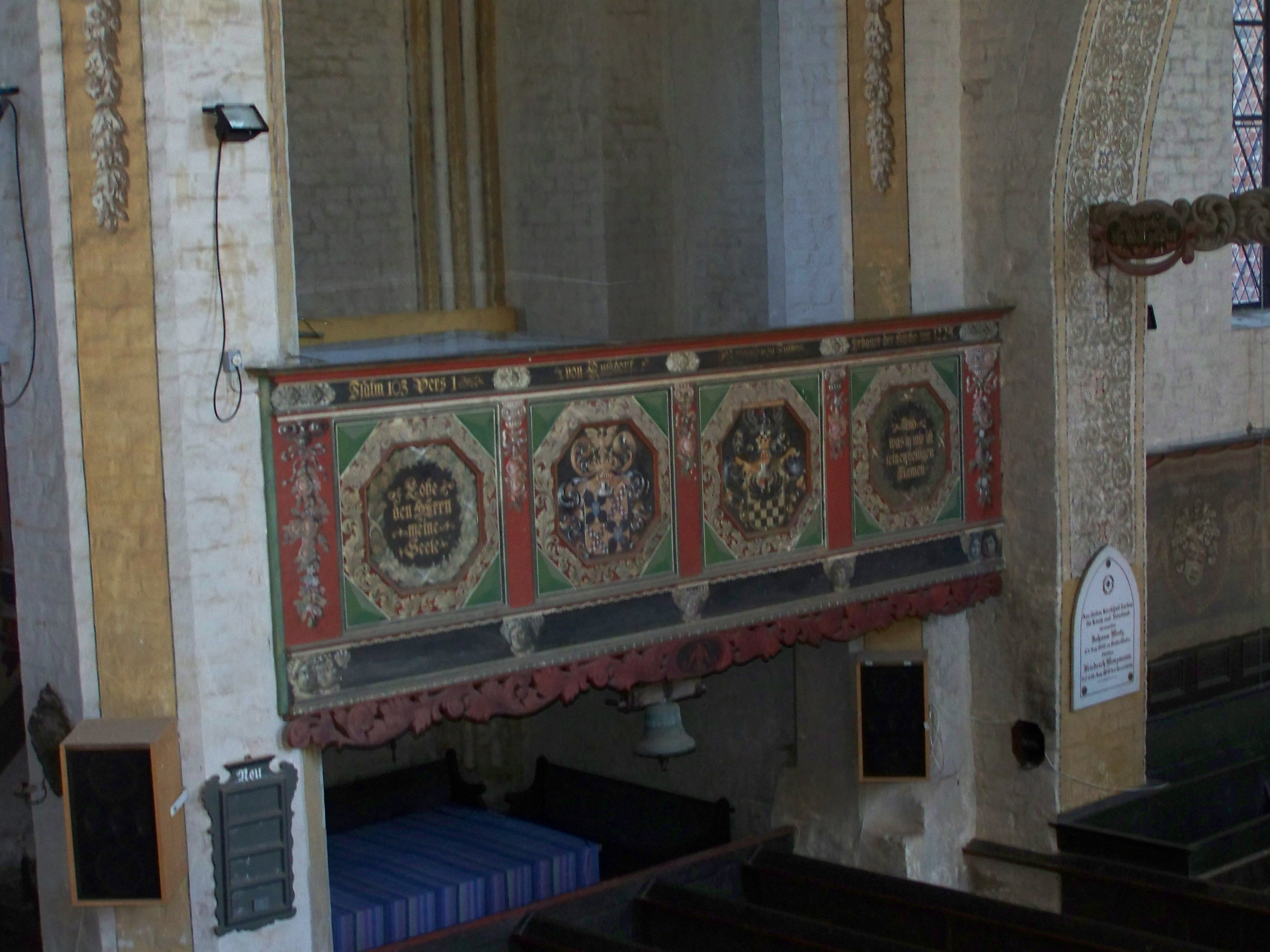
Patronaatsbank
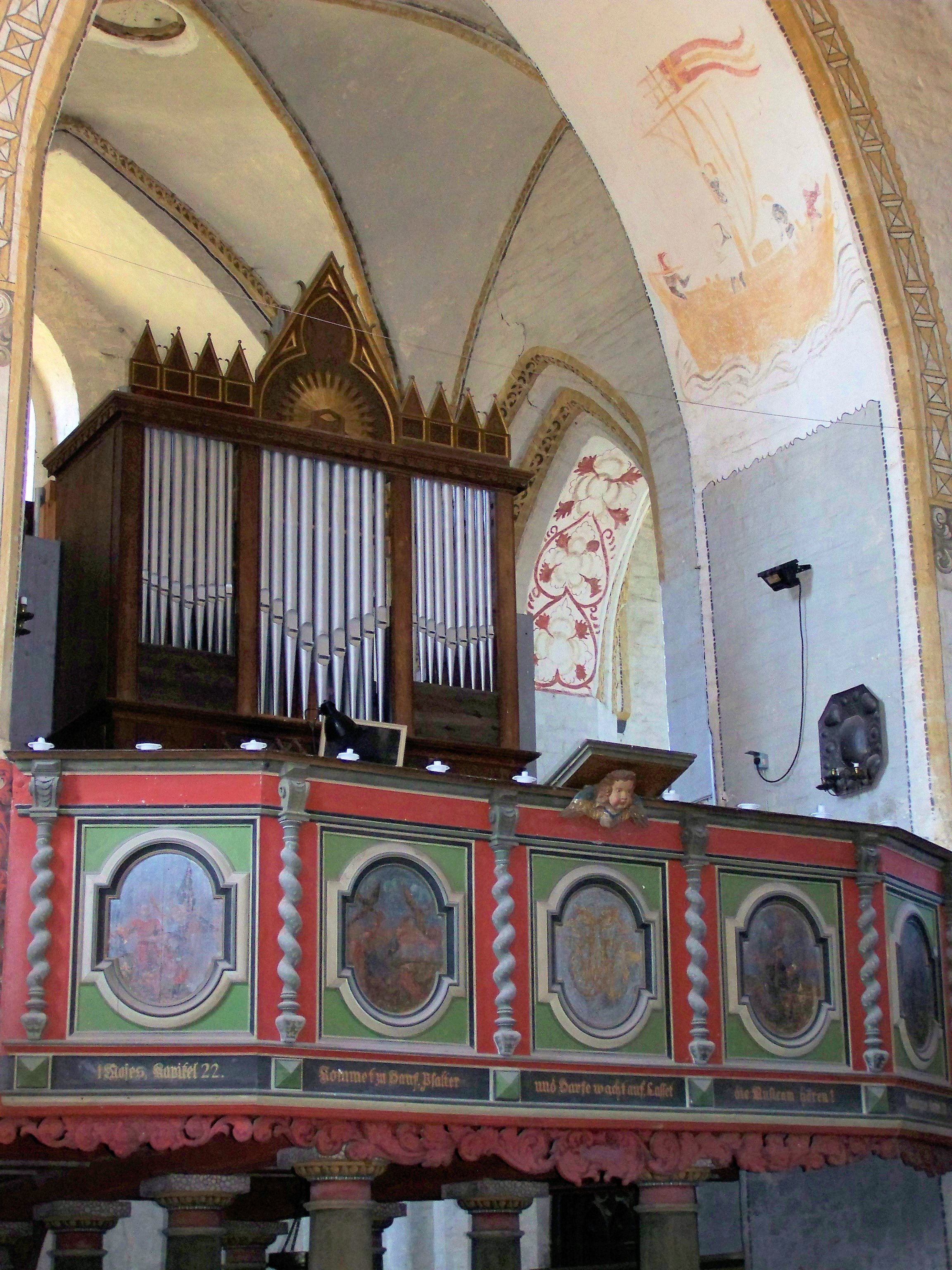
Orgel
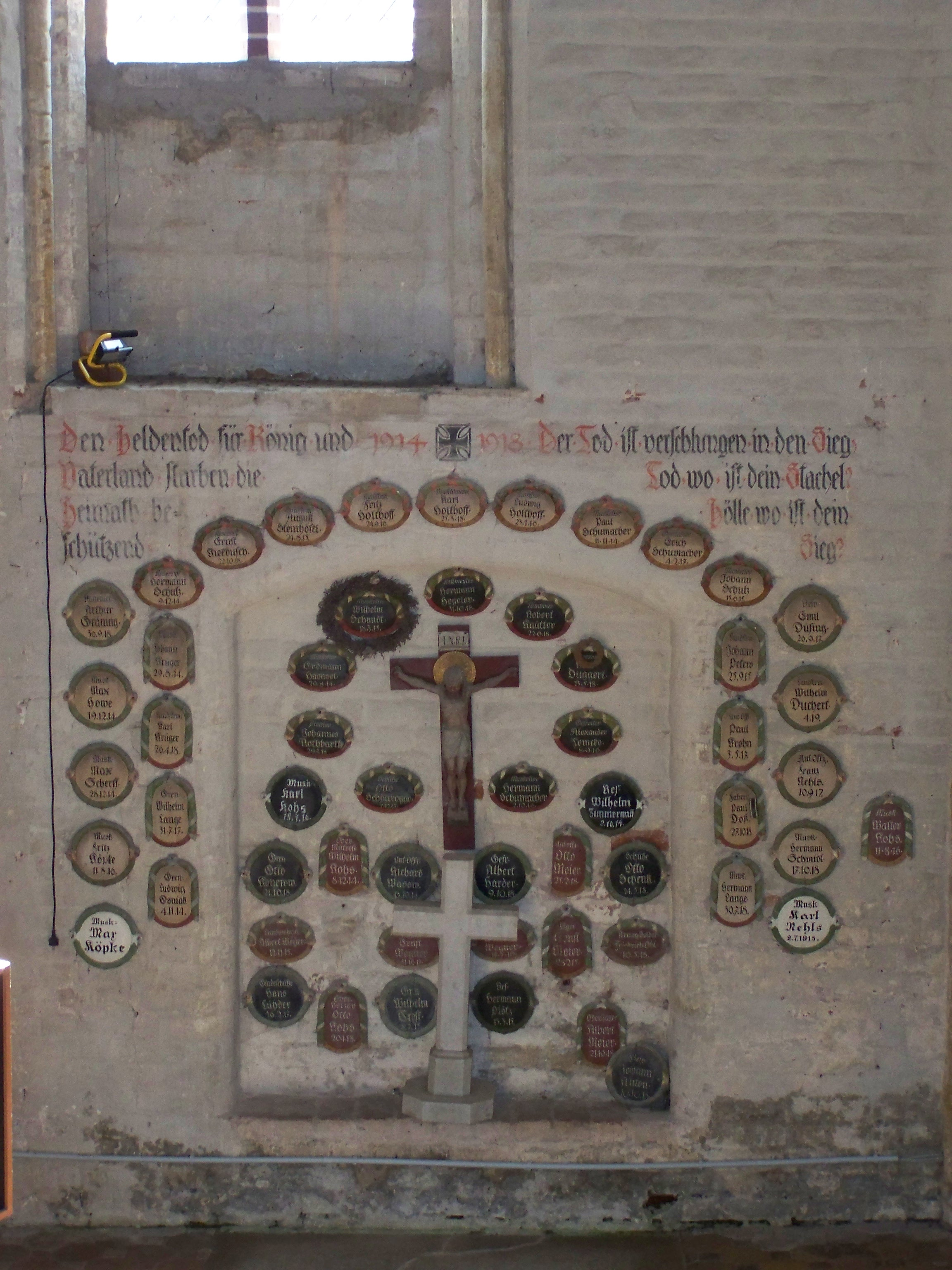
Monument voor de slachtoffers van de beide wereldoorlogen